# Andy Diouf
Andy Alune Diouf (Neuilly-sur-Seine, 17 de maio de 2003) é um futebolista francês que atua como meio-campista. Atualmente joga pelo Lens.

## Início da vida
Nascido em Neuilly-sur-Seine, Diouf foi criado em Nanterre. Começou a jogar futebol aos 6 anos, na vizinha La Garenne-Colombes.

## Carreira
Diouf jogou pelas equipes juvenis do Paris Saint-Germain (PSG) e do Boulogne-Billancourt, passando também dois anos no INF Clairefontaine, antes de ingressar na academia do Rennes em 2015. Ele fez sua estreia profissional pelo Rennes em 9 de maio de 2021, entrando como substituto em um empate em casa por 1 a 1 na Ligue 1 contra seu antigo clube, o PSG.
Em 18 de julho de 2022, Diouf se juntou ao Basel na Suíça em um empréstimo de uma temporada com opção de compra. Ele se juntou ao primeiro time do Basel para a temporada 2022-23 sob o comando do técnico Alexander Frei. Diouf fez sua estreia na liga nacional por seu novo clube em 24 de julho de 2022 no jogo em casa no Estádio St. Jakob, quando o Basel empatou por 1 a 1 contra o Servette. Ele marcou seu primeiro gol pelo seu novo time em 13 de outubro no jogo fora de casa no estádio Tehelné Pole, quando o Basel jogou na fase de grupos da UEFA Europa Conference League de 2022-23 contra o Slovan Bratislava. Diouf foi substituído por Wouter Burger no minuto 64, quando o Basel estava perdendo por 3 a 1 e ele marcou apenas um minuto depois. Seu primeiro chute foi bloqueado, mas ele cabeceou para casa no rebote. Apenas sete minutos depois, o Basel empatou e o jogo terminou empatado em 3 a 3.
Em 2 de maio de 2023, a opção de compra foi ativada, com Diouf assinando um contrato de quatro anos. Mas, menos de dois meses depois, o meio-campista decidiu voltar para a França. Durante sua única temporada com o clube, Diouf jogou um total de 60 jogos pelo Basel marcando um total de três gols. 34 desses jogos foram na Superliga Suíça, cinco na Copa da Suíça, 18 na UEFA Europa Conference League de 2022–23, onde o time avançou para as semifinais e três foram jogos amistosos. Ele marcou todos os três gols na UEFA Europa Conference League.
Em 30 de junho de 2023, Diouf assinou com o Lens, clube da Ligue 1, por um contrato de cinco anos.

## Títulos
França sub-23
- Jogos Olímpicos: 2024 (medalha de prata)[10]